# Настас Корсунянин
Наста́с Корсуня́нин (Анатас) (р. н. невід. - після 1018) - єпископ,[джерело?] перший священник Десятинної церкви у Києві. 988-го брав участь у хрещенні киян, сприяв поширенню християнства. На думку деяких істориків,[які?] створив перший літописний звід у Києві бл. 996 року. Один з найближчих сподвижників князя Володимира Святославича; ймовірно, фактичний керівник Давньоруської Церкви в роки його князювання.

## Біографія
За твердженням багатьох істориків, за походженням - русин (українець). Хоча деякі джерела називають його греком.
До 989 року Настас перебував у Херсонесі (Корсуні) - центрі візантійських володінь у Криму.
Під час облоги Корсуня князем Володимиром (989) Анастас перейшов на сторону київського князя.
Літописний переказ про хрещення Володимира (т. з. "Корсунська легенда") пов'язує з ім'ям Настаса саме хрещення князя: одержавши під час облоги його записку, розповідає літопис, Владимир "возрев' на небо, рече: Аще се ся збудеться, і сам ся хрищу".
За свідченням пізнього Ніконовского літопису (XVI ст.) Настас брав діяльну участь в утвердженні християнства не теренах Київської Руси.
У 991-996 роках Володимир будує в Києві церкву Пресвятої Богородиці (Десятинну) і доручає керівництво нею Настасу. Вважається, що за часів Володимира, Настас був фактично керівником цілої Київської митрополії. Як розпорядник князівського майна Анастас діє і після смерті Володимира (15 липня 1015).
В останній раз Анастас Корсунянін згадується в літописі 1018 року. Після захоплення Києва польським князем Болеславом Хоробрим та князем Святополком Володимировичем (14 серпня) Анастас переходить на бік переможця, а саме Болеслава, і коли останній залишає Київ, вирушає разом з ним до Польщі.